# Spartina maritima
Espèce
Classification phylogénétique
Spartine maritime
Spartina maritima, la spartine maritime, est une espèce de plantes herbacées de la famille des Poaceae (graminées), sous-famille des Chloridoideae, originaire d'Europe occidentale et d'Afrique du Nord. C'est une espèce pionnière qui contribue à fixer la vase.
C’est une des plantes les plus tolérantes à la submersion et une de celles descendant le plus bas sur l'estran.
En France, elle est concurrencée par une espèce envahissante, l'hybride Spartina ×townsendii.